# Celentano (cognome)
Celentano è un cognome di lingua italiana.

## Varianti
Celentani, Cilenti, Cilento, Ciliendo, Ciliento.

## Origine e diffusione
Cognome tipicamente meridionale, è presente prevalentemente in Campania.
Potrebbe derivare dal coronimo Cilento, in Campania.
Le altre varianti compaiono nel medesimo territorio.

## Persone
- Adriano Celentano – cantante, attore e uomo di spettacolo italiano
- Agostino Celentano – aviatore italiano
- Alessandra Celentano – coreografa e ballerina italiana, nipote di Adriano